# کاسکین نیمه‌گرمسیری
کاسکین نیمه‌گرمسیری (نام علمی: Cacicus uropygialis) یک گونه پرنده گنجشک‌سان از تیرهٔ سیاه‌پرگان (Icteridae) است که در بخش‌های پایینی آند شمالی زادآوری می‌کند.
آواز کاسکین نیمه‌گرمسیری برای سیاه‌پرگان نارایج به نظر می‌رسد و بیشتر شبیه صدای توکای بزرگ هیجان‌زده (Turdus fuscater) است.